# Voucher scuola
Il voucher scuola è una somma di denaro che un ente, di solito lo Stato, dà a qualcuno per consentirgli di studiare e di essere libero di scegliere la scuola da seguire, invece di finanziare direttamente un servizio scolastico universale ove è obbligatorio partecipare.
Alcuni sostenitori del modello a voucher sono Milton Friedman, che ha fondato con la moglie Rose la fondazione EdChoice dedicata a ciò, Giovanni Adamo II del Liechtenstein, Steve Jobs e Friedrich von Hayek.

## Funzionamento
In base ai vari modelli, è possibile che vi sia o meno una scuola finanziata direttamente gestita e finanziata dal governo, dunque il voucher può essere inserito sia un sistema universale ove viene erogato a tutti gli studenti oppure in un sistema dove solo chi desidera uscire dalla scuola pubblica lo ottiene: altrove, le scuole pubbliche devono competere con quelle private nel mercato.

## Per Stato

### Cile
Il Cile ha adottato un modello di voucher universale nel 1981: come risultato, più di 1000 scuole private sono entrate sul mercato e nel 1998 l'iscrizione a scuole private è aumentata dal 20 al 40%, con il 50% in alcune aree urbane.
Nel gennaio 2008 è stata adottata una legge per aiutare meglio gli studenti più poveri, definiti "studenti preferenziali", con un voucher più elevato e l'obbligo per le scuole di non imporre loro alcuna spesa aggiuntiva.

### Colombia
In Colombia esiste dal 1991 un sistema di voucher pensato per consentire agli studenti meno abbienti di frequentare scuole private a costi ridotti, ma non ha portato ad una riduzione dell'abbandono scolastico come desiderato.

### Hong Kong
Dal 2007 a Hong Kong vige un modello a voucher per la frequenza della scuola dell'infanzia dai 3 ai 6 anni, con una parte dei fondi che viene dedicata esplicitamente a finanziare gli studi degli stagisti nell'educazione.

### Italia
Dal 2001 la Lombardia consente agli studenti delle scuole paritarie, enti scolastici gestiti dal privato ma che seguono il programma pubblico e sono considerati parte di esso, di scaricare fino al 50% delle spese della retta sostenute, se di reddito basso, tale beneficio è accordato anche a chi frequenta la scuola di Stato.
Anche in Piemonte vige un sistema simile.

### Pakistan
Nel Punjab è stato istituito nel 2006 un sistema di voucher per aiutare le persone più povere a uscire dalla loro situazione. Gli studenti sono stati lasciati liberi di scegliere se aderire al sistema o no, e se hanno scelto di farlo, avrebbero avuto diritto ad un'istruzione completamente gratuita.
Originariamente finanziato da privati americani, oggi più di 500.000 studenti beneficiano del voucher, pagato dal governo locale.

### Svezia
Dal 1993 in Svezia le "scuole libere" possono accogliere studenti e ricevere il relativo finanziamento municipale al pari di una scuola pubblica, con l'obiettivo esplicito del governo di avere concorrenza in un settore importante, dove sarebbe stato rischioso avere un unico fornitore in regime monopolistico.
Come risultato, la qualità delle scuole pubbliche è aumentato ma il livello generale dell'educazione, pur rimanendo tra i più elevati d'Europa, è calato, anche se le statistiche mostrano altre possibili ragioni per questo cambiamento, tra cui l'Immigrazione

## Riferimenti
- What are School Vouchers?
- Il Buono Scuola della Lombardia
- Voucher Scuola Piemonte
- School-choice advocate Steve Jobs in 1995: ‘The unions are the worst thing that ever happened to education’
- Steve Jobs Wanted to Break Up the Education Monopoly
- A Prince on Politics